# 春口沙緒里
春口沙緒里（はるぐちさおり、1987年1月20日 - ）は福岡県大野城市出身の元女子競泳選手。

## 人物
- 水泳を始めたのは3歳[2]で、中学の時、2001年の水泳選手権の100mバタフライで2位となり[3]、福岡市で開催された世界水泳選手権日本代表になった。
- 2004年のアテネオリンピック代表選考会では、100mバタフライ8位[4]、200mバラフライ5位[5]で代表を逃した。
- 筑陽学園高等学校を卒業後、「違う環境で泳ぎたい」とオレゴン州立大学に入学。2008年の北京オリンピック代表選考会で400m個人メドレーで1位となり、代表となった[6]。